# 52e division d'infanterie (Empire allemand)
Pour les articles homonymes, voir 52e division.
La 52e division d'infanterie  est une unité de l'armée allemande créée en 1915 qui participe à la Première Guerre mondiale sur le front de l'ouest. En 1915 et 1916, la division occupe un secteur du front au sud d'Arras, elle est utilisée durant la bataille de la Somme. En 1917, elle prend part aux combats du printemps et de l'automne sur l'Aisne. Puis en 1918, elle participe comme division d'attaque à l'offensive Michael puis à la bataille de l'Aisne avant d'être impliquée dans les combats défensifs de l'été tout d'abord sur la Somme puis en Argonne. La division est rapatriée en Allemagne à la fin du conflit et dissoute au cours de l'année 1919.

## Première Guerre mondiale

### Composition

#### 1915 - 1916
- 104e brigade d'infanterie

66e régiment d'infanterie
169e régiment d'infanterie
170e régiment d'infanterie
- 4 escadrons du 16e régiment d'uhlans
- 52e brigade d'artillerie

103e régiment d'artillerie de campagne (6 batteries)
104e régiment d'artillerie de campagne (6 batteries dont 3 batteries d'obusiers)
- 103e et 104e compagnie de pionniers

#### 1917
- 56e brigade d'infanterie

111e régiment d'infanterie
169e régiment d'infanterie
170e régiment d'infanterie
- 4 escadrons du 16e régiment d'uhlans
- 52e commandement divisionnaire d'artillerie

104e régiment d'artillerie de campagne (9 batteries)
- 137e bataillon de pionniers

#### 1918
- 56e brigade d'infanterie

111e régiment d'infanterie
169e régiment d'infanterie
170e régiment d'infanterie
- 4 escadrons du 16e régiment d'uhlans
- 52e commandement divisionnaire d'artillerie

104e régiment d'artillerie de campagne (9 batteries)
84e bataillon d'artillerie à pied (état-major, 1re, 2e et 3e batterie)
- 137e bataillon de pionniers

### Historique
La division est formée par les 169e et 170e régiment d'infanterie issus de la 29e division d'infanterie et du 66e régiment d'infanterie en provenance de la 7e division d'infanterie. En avril 1917, ce dernier régiment est remplacé par le 111e régiment d'infanterie de la 28e division d'infanterie pour avoir un recrutement homogène provenant de Bade.

#### 1915
- 23 mai 1915 - 23 juin 1916 : la division occupe un secteur du front au sud d'Arras vers Monchy-au-Bois et Hébuterne.

7 - 13 juin 1915 : combat le long de la Serre.

#### 1916
- 23 juin - 26 novembre : engagée dans la bataille de la Somme, la division occupe un secteur vers Hébuterne, Beaumont-Hamel au nord de Thiepval.
- 26 novembre 1916 - 13 janvier 1917 : retrait du front, repos dans la région de Bouchain.

#### 1917
- 13 janvier - 30 mars : mouvement par V.F. en Alsace au nord-ouest de Bâle. À partir du 15 janvier, occupation d'un secteur du front vers Altkirch entre Carspach et Hirtzbach.
- 30 mars - 16 avril : retrait du front, repos dans la région de Müllheim.
- 16 avril - 1er juin : transport par V.F. vers l'Aisne. À partir du 21 avril, engagée dans la bataille du Chemin des Dames au sud de Juvincourt[1].
- 1er - 15 juin : retrait du front, repos en seconde ligne.
- 15 juin - 10 juillet : mouvement vers le front, occupation du même secteur vers Juvincourt.
- 10 - 24 juillet : retrait du front, repos.
- 24 juillet - 30 septembre : en ligne sur le plateau de Californie.

14 septembre : attaque allemande.
- 30 septembre - 15 octobre : retrait du front, mouvement vers le camp de Sissonne ; repos.
- 15 octobre - 2 novembre : mouvement vers le front, occupation d'un secteur vers Pinon ; engagée à partir du 23 octobre dans la bataille de la Malmaison[1], subit de lourdes pertes puis se replie au nord de l'Ailette.
- 2 novembre - 15 décembre : mouvement de rocade, occupation d'un nouveau secteur du front entre Maisons de Champagne et la Butte du Mesnil.
- 15 décembre 1916 - 10 janvier 1917 : retrait du front, repos dans la région de Vouziers.

#### 1918
- 10 janvier - 1er mars : relève de la 52e division de réserve dans le secteur de Tahure. Pendant cette période, les éléments de la division non en première ligne sont instruits pour la guerre ouverte.
- 1er - 22 mars : retrait du front, relevée par la 52e division de réserve, mouvement dans la région de Vouziers ; repos et instruction.
- 22 mars - 14 avril : transport par V.F. jusqu'à Bohain-en-Vermandois. En seconde ligne lors de l'offensive Michael, mouvement par Fresnoy-le-Grand et le bois d'Holnon le 24 mars, par Béthencourt-sur-Somme le 26 mars, par Étalon et Liancourt-Fosse pour atteindre Fresnoy-lès-Roye.

28 mars - 14 avril : relève de la 28e division d'infanterie et occupation du secteur au nord-ouest de Montdidier vers Hangest-en-Santerre.
- 14 avril - 22 mai : relevée par la  76e division de réserve[2] ; retrait du front, mouvement vers Sedan repos et instruction.
- 22 mai - 10 juin : transport par V.F. vers La Malmaison. Le 26 mai, la division est en ligne dans le secteur de Juvincourt. À partir du 27 mai, engagée dans la bataille de l'Aisne, attaque entre Pontavert et Gernicourt franchissement de l'Aisne.

28 mai : attaque en direction de Guyencourt et de Bouvancourt, franchissement de la Vesle à Jonchery-sur-Vesle.
29 mai : attaque vers Faverolles.
31 mai : capture d'Olizy.
2 juin : la division atteint la Marne vers Verneuil.
- 10 juin - 12 juillet : après de lourdes pertes, la division est retirée du front. Mouvement par V.F., à partir du 15 juin repos dans la région de Sedan. À partir du 20 juin, mise en réserve dans la région de Tournai.
- 12 juillet - 5 août : relève la 119e division d'infanterie dans le secteur d'Avion[2] au sud de Lens. Le 5 août, la division est retirée du front par extension des secteurs des divisions voisines.
- 6 - 17 août : relève la 207e division d'infanterie[2] dans le secteur de Vieux-Berquin au sud-ouest de Bailleul. Le 17 août, la division est retirée du front par extension des secteurs des divisions voisines.
- 17 août - 5 septembre : transport par V.F. à partir du 22 août, renforcement la ligne de front vers Miraumont, engagée dans la bataille de Picardie[n 1].
- 5 - 28 septembre : retrait du front, mouvement vers Courtrai, repos et réorganisation. La division est renforcée par l'arrivée des hommes du 29e régiment d'Ersatz issus de la 223e division d'infanterie dissoute[2].
- 28 septembre - 14 octobre : transport par V.F. renforcement de la ligne de front vers Exermont ; combats violents, la division est repoussée sur Landres-et-Saint-Georges[n 2].
- 14 octobre - 1er novembre : retrait du front, repos et arrivées de renforts.
- 1er - 11 novembre : mouvement vers le front, relève de la 41e division d'infanterie dans le secteur de Buzancy[2], la division abandonne la ville le 2 novembre et continue les combats défensifs. Après la signature de l'armistice la division est transférée en Allemagne où elle est dissoute au cours de l'année 1919.

## Chefs de corps
| Grade           | Nom                   | Date                               |
| --------------- | --------------------- | ---------------------------------- |
| Generalleutnant | Karl von Borries (de) | 3 mars 1915 - 22 octobre 1918      |
| Generalmajor    | Eugen Glück           | 22 octobre - 11 décembre 1918      |
| Generalmajor    | Wilhelm Ribbentrop    | 12 décembre 1918 - 23 janvier 1919 |